# Формула-1 — Гран-прі Сінгапуру
Гран-прі Сінгапуру (англ. Singapore Grand Prix) — один з етапів чемпіонату світу з автоперегонів у класі Формула-1. Проводиться з чемпіонату 2008 року. Проходить на міському автодромі вулицями міста-держави Сінгапур. Це перша в історії Формули-1 гонка при штучному освітленні.

## Історія
Гонки Гран-прі вже проходили в Сінгапурі з 1961 по 1973 рік, але не входили в календар Формули-1. До 1965 року, коли Сінгапур отримав незалежність гонка мала назву — Гран-прі Малайзії. Після смертельних інцидентів в гонках 1972 і 1973 років вона була закрита.

## Спонсори
- 2008—2013: Singtel Singapore Grand Prix
- 2014–теперішній час: Singapore Airlines Singapore Grand Prix

## Переможці Гран-прі Сінгапуру

### Пілоти
Жирним шрифтом виділені пілоти, які беруть участь в поточному сезоні чемпіонату Формули-1
Рожевим фоном вказані перегони, яка не увійшли до заліку Чемпіонату Світу.
| Перемоги | Пілот             | Гран-прі                     |
| -------- | ----------------- | ---------------------------- |
| 5        | Себастьян Феттель | 2011, 2012, 2013, 2015, 2019 |
| 4        | Льюїс Гамільтон   | 2009, 2014, 2017, 2018       |
| 3        | Грем Лоуренс      | 1969, 1970, 1971             |
| 2        | Фернандо Алонсо   | 2008, 2010                   |

### Команди
Жирним шрифтом виділені команди, які беруть участь в поточному сезоні чемпіонату Формули-1
Рожевим фоном вказані перегони, яка не увійшли до заліку Чемпіонату Світу.
| № перемог | Констркутор | Роки перемог                 |
| --------- | ----------- | ---------------------------- |
| 5         | Ferrari     | 1970, 2010, 2015, 2019, 2023 |
| 4         | Mercedes    | 2014, 2016, 2017, 2018       |
| 4         | Red Bull    | 2011, 2012, 2013, 2022       |
| 3         | McLaren     | 1969, 2009, 2024             |

### За роками

Автодром Марина Бей, який використовувався в 2023—до тепер (змінені повороти 15-16).

Автодром Марина Бей, який використовувався в 2018—2022 роках (змінені повороти 16-17).

Автодром Марина Бей, який використовувався в 2015—2017 роках (змінені повороти 11-13).

Автодром Марина Бей, який використовувався в 2013—2014 роках (Вилучена шикана «Сінгапур Слінг»).

Оригінальний автодром Марина Бей, який використовувався в 2008—2012 роках.

Траса «Thomson Road»

Рожевим фоном вказані перегони, яка не увійшли до заліку Чемпіонату Світу.
| Рік         | Пілот                                  | Конструктор                            | Траса                                  | Результат                              |                                        |
| ----------- | -------------------------------------- | -------------------------------------- | -------------------------------------- | -------------------------------------- | -------------------------------------- |
| 2024        | Ландо Норріс                           | McLaren-Mercedes                       | Марина Бей                             | Результат                              |                                        |
| 2023        | Карлос Сайнс мол.                      | Ferrari                                | Марина Бей                             | Результат                              |                                        |
| 2022        | Серхіо Перес                           | Red Bull-RBPT                          | Марина Бей                             | Результат                              |                                        |
| 2020 – 2021 | Не проводилося через COVID-19 pandemic | Не проводилося через COVID-19 pandemic | Не проводилося через COVID-19 pandemic | Не проводилося через COVID-19 pandemic | Не проводилося через COVID-19 pandemic |
| 2019        | Себастьян Феттель                      | Ferrari                                | Марина Бей                             | Результат                              |                                        |
| 2018        | Льюїс Гамільтон                        | Mercedes                               | Марина Бей                             | Результат                              |                                        |
| 2017        | Льюїс Гамільтон                        | Mercedes                               | Марина Бей                             | Результат                              |                                        |
| 2016        | Ніко Росберг                           | Mercedes                               | Марина Бей                             | Результат                              |                                        |
| 2015        | Себастьян Феттель                      | Ferrari                                | Марина Бей                             | Результат                              |                                        |
| 2014        | Льюїс Гамільтон                        | Mercedes                               | Марина Бей                             | Результат                              |                                        |
| 2013        | Себастьян Феттель                      | Red Bull-Renault                       | Марина Бей                             | Результат                              |                                        |
| 2012        | Себастьян Феттель                      | Red Bull-Renault                       | Марина Бей                             | Результат                              |                                        |
| 2011        | Себастьян Феттель                      | Red Bull-Renault                       | Марина Бей                             | Результат                              |                                        |
| 2010        | Фернандо Алонсо                        | Scuderia Ferrari                       | Марина Бей                             | Результат                              |                                        |
| 2009        | Льюїс Гамільтон                        | McLaren-Mercedes                       | Марина Бей                             | Результат                              |                                        |
| 2008        | Фернандо Алонсо                        | Renault                                | Марина Бей                             | Результат                              |                                        |
| 2007 - 1974 | Не проводився                          | Не проводився                          | Не проводився                          | Не проводився                          |                                        |
| 1973        | Верн Шуппан                            | March-Hart                             | Дорога Томсон                          | Результат                              |                                        |
| 1972        | Макс Стюарт                            | Mildren-Waggott                        | Дорога Томсон                          | Результат                              |                                        |
| 1971        | Грем Лоуренс                           | Brabham-Ford                           | Дорога Томсон                          | Результат                              |                                        |
| 1970        | Грем Лоуренс                           | Ferrari                                | Дорога Томсон                          | Результат                              |                                        |
| 1969        | Грем Лоуренс                           | McLaren-Ford                           | Дорога Томсон                          | Результат                              |                                        |
| 1968        | Гаррі Купер                            | Elfin-Ford                             | Дорога Томсон                          | Результат                              |                                        |
| 1967        | Родні Сеов                             | Merlyn-Ford                            | Дорога Томсон                          | Результат                              |                                        |
| 1966        | Лі Хан Сенг                            | Lotus-Ford                             | Дорога Томсон                          | Результат                              |                                        |

## Галерея

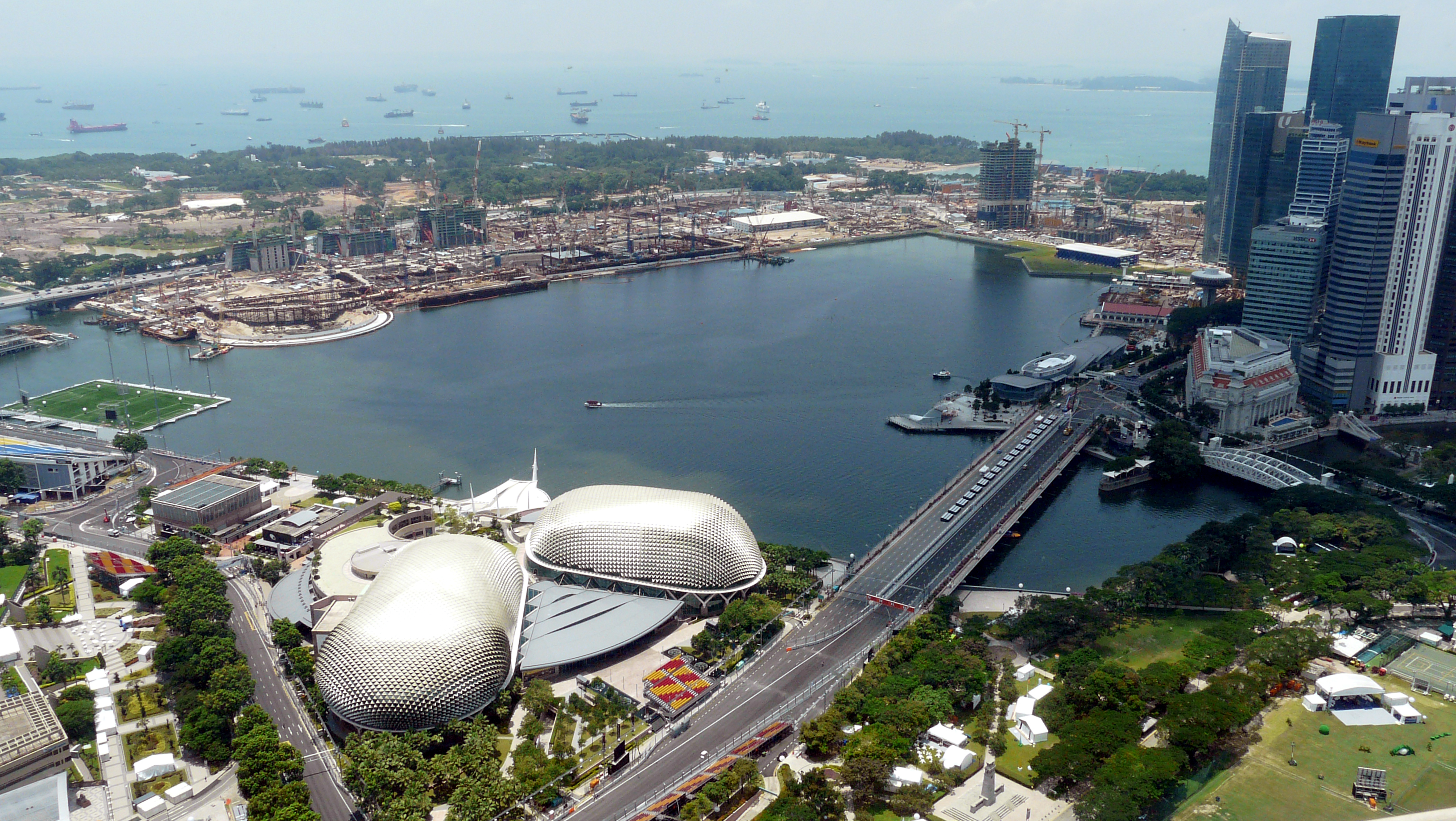
Автодром Марина Бей з пташиного польоту
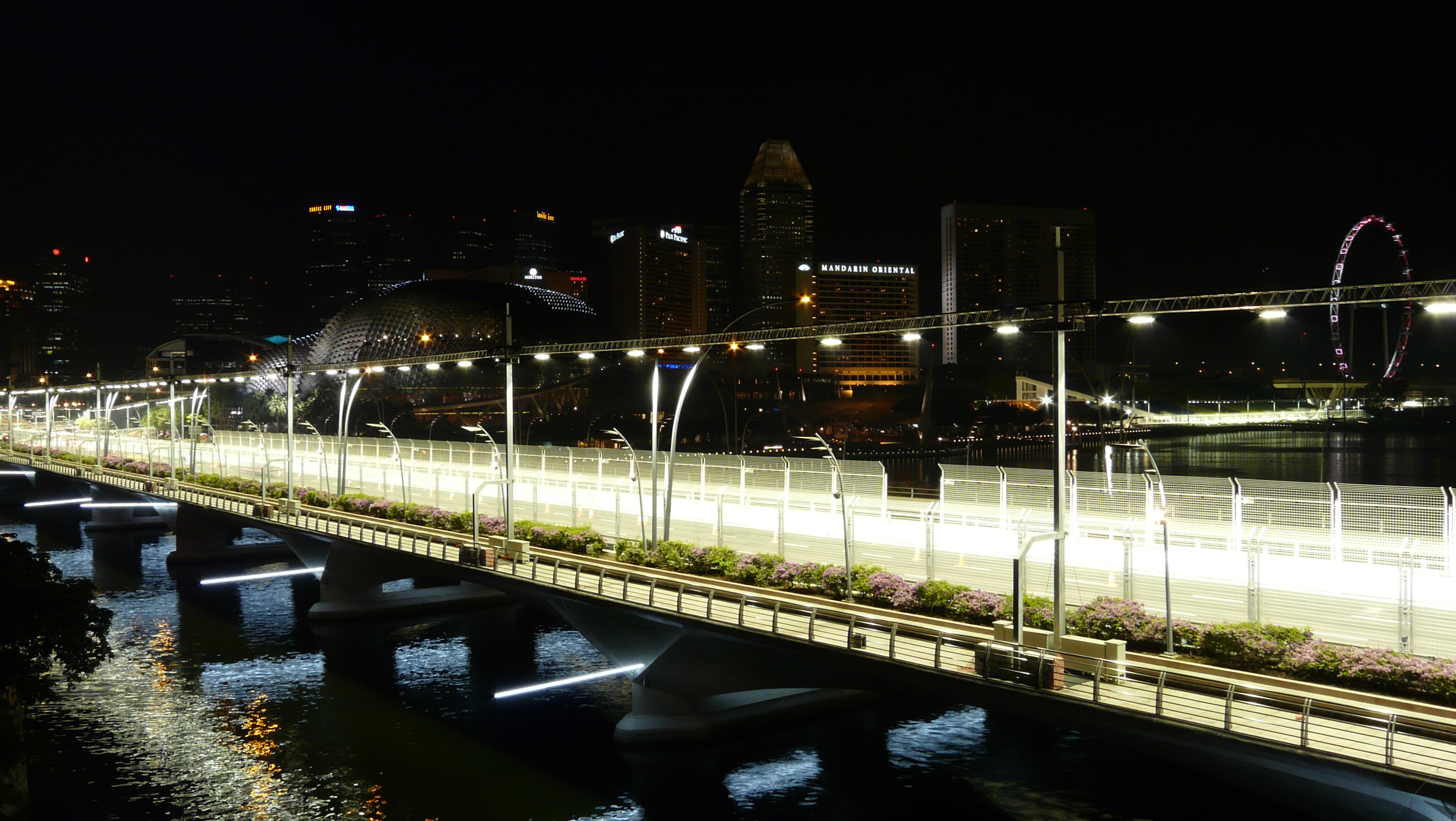
Еспланада автодрому Марина Бей
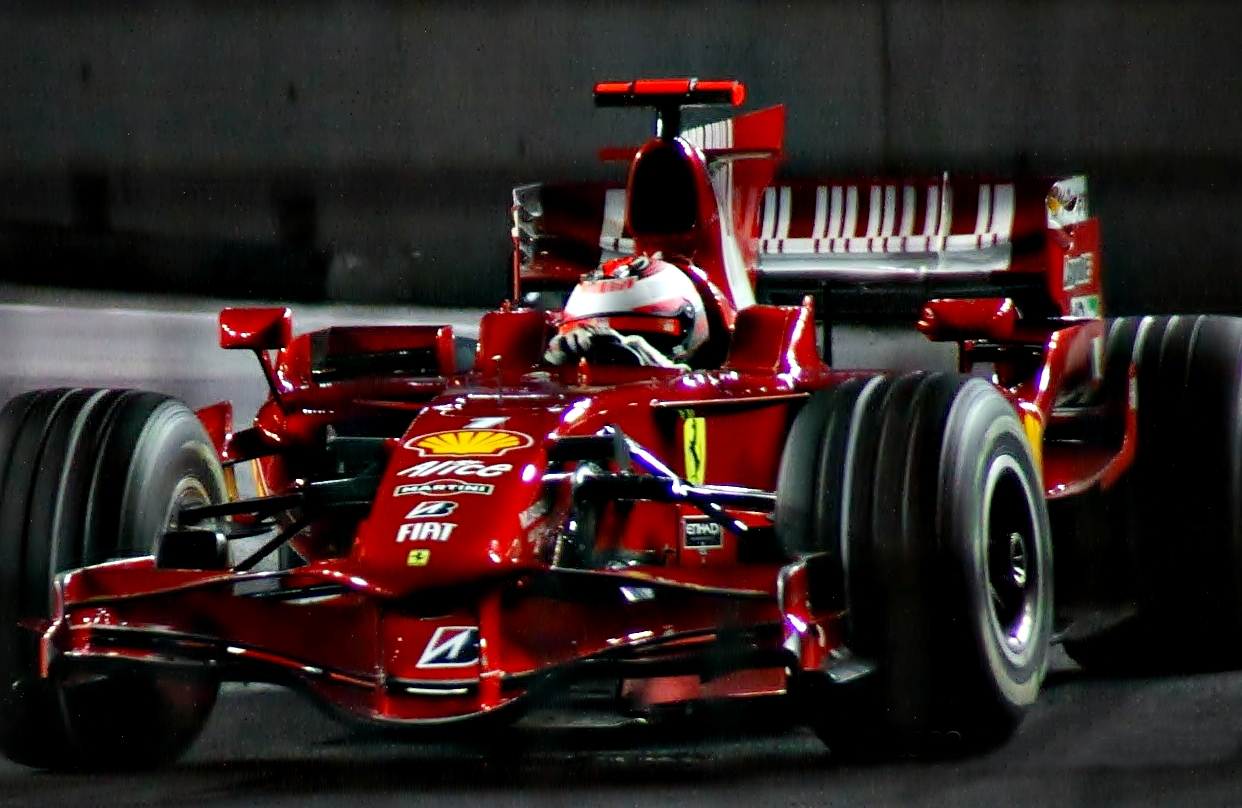
Кімі Ряйкконен за кермом боліду Ferrari
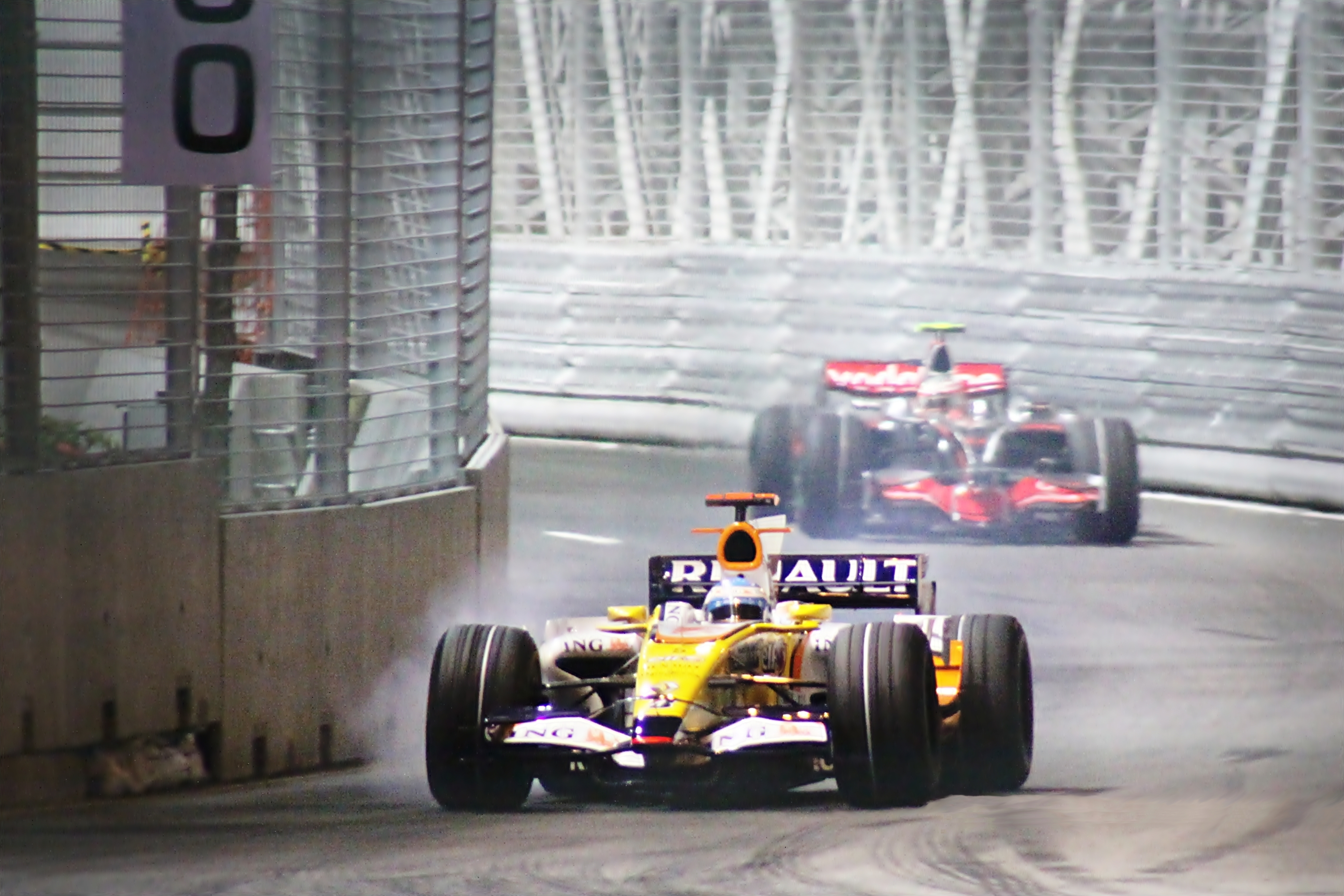
Фернандо Алонсо та Хейкі Ковалайнен за болідами Renault та McLaren відповідно